# Chaneke fogoso
Espèce
Chaneke fogoso est une espèce de scorpions de la famille des Buthidae.

## Distribution
Cette espèce est endémique du Guerrero au Mexique. Elle se rencontre vers Copala.

## Description
Le mâle holotype mesure 19,7 mm, le mâle paratype 20,6 mm et les femelles paratypes 20,2 mm et 21,3 mm.

## Publication originale
- Francke, Teruel & Santibáñez López, 2014 : « A new genus and a new species of scorpions (Scorpiones: Buthidae) from southeastern Mexico. » The Journal of Arachnology, vol. 42, no 3, p. 220–232 (texte intégral).